# Havannai pincs
A havannai pincs (más névváltozatok: Bichon havanese, Havanese, Bichon Havanais, Havana Silk Dog) – kubai eredetű kutyafajta, a bichon-család legnagyobb termetű tagja.

## Kialakulása
A legelső társasági kutyafajták egyike. A fajta gyökerei ugyan a mediterrán térségbe nyúlnak vissza, de ma ismert formájában Kubában tenyésztették ki valamikor az 1700–1800-as években. Eredetére nézve pontos adatok nem álltak rendelkezésre. Különböző források kis termetű uszkárokat, bolognai pincseket, máltai selyemkutyákat vagy vízispánieleket jelölnek meg a fajta őseiként.
Az 1959-es forradalom után Kubában gyakorlatilag kipusztultak a bichonok. Mindössze három családról lehet biztosan tudni, hogy menekülésükkor havaneseiket is magukkal vitték Kubából. A Pérez és a Fantasio család az Egyesült Államokban, Señor Barba pedig Costa Ricában telepedett le, több mint egy évtizeden keresztül kizárólag az ő erőfeszítéseiknek köszönhetően maradt fenn a fajta.

## Mérete és színe
Marmagassága 28–35 cm, súlya nem haladja meg a 6 kg-ot. Arányos testű, jó felépítésű kutya. Feje és koponyája viszonylag széles, de valamivel rövidebb, mint a máltaié. Közepes nagyságú, sötétbarna szemét a hosszú szőrzete teljesen eltakarja, amennyiben külön nem nyírják. Orrtükre fekete. A sűrű szőrzet borította hegyes végű fülek a testhez simulva lelógnak. Törzse viszonylag hosszú, izmos, arányos, végtagjai rövidek, egyenesek és párhuzamosak. Pásztorbot alakú farkát hajlítva, felemelve hordja.
Színe nagyon változatos, lehet fehér, krém, pezsgő, vörös, csokoládé, fekete vagy ezüst, esetleg foltos. Gyakoriak a többszínű változatok is. Születési színük majdnem minden esetben változik, néhány árnyalattal világosabb lesz, de az is előfordul, hogy a születési szín mélyebb tónusúvá válik felnőtt korára.

## Ápolása
A havanese, mint minden hosszú szőrű fajta, rendszeres szőrzetápolást igényel. A napi fésülés mellett kevésbé tud összecsomósodni a szőrzet, tehát gyorsabban és kevesebb szőrveszteséggel végezhetjük ezt a műveletet, továbbá a kutya is jobban hozzászokik az ápoláshoz.
Tévhit, hogy nyáron melege van, a havanese, mint tudjuk Kubából származik, ahol az itthoninál jóval forróbb a klíma. Ezeknek a kutyáknak ehhez alkalmazkodott a szőrzete, jól szellőzik, miközben védi a bőrt a tűző napsugaraktól. A fürdetés általában havi egy, maximum két alkalommal ajánlott, de ez a kutya bőrének érzékenységétől függően változhat.

## Jelleme
Rendkívüli kedvességgel és hihetetlen intelligenciával rendelkezik. Igazi társasági kutya, ami azt jelenti, hogy nagyon igényli az emberek közelségét: játékot, szeretetet, kedveskedést, törődést. Elvárja, hogy gazdája folyamatosan foglalkozzon vele és imád a középpontban lenni. Ez a kutyus örökké játékos. Öregkorára is ugyanolyan játékos marad, mint egy kölyökkutya. Kutyákkal is jól kijön, a gyerekekkel szemben jóindulatú és barátságos; a macskákkal azonban összeférhetetlen. A havanese mozgása vidám, könnyű és rugalmas. Egy igazi örökmozgó.